# Verneda (bosc)
|  | «Vernedes» redirigeix aquí. Vegeu-ne altres significats a «Vernedes (Claverol)». |

Una verneda és un bosc de ribera on l'arbre més característic és el vern. Les vernedes es desenvolupen a les vores de rius i torrenteres, ocupant, en condicions primitives una franja que pot tenir una amplada d'alguns metres o d'alguns hectòmetres si hi ha aigua freàtica fàcilment accessible. Ara bé, actualment difícilment trobarem vernedes extenses, perquè les planes al costat dels rius, on es farien, són precisament terrenys molt aptes per l'aprofitament agrícola, de manera que les vernedes acaben restringides a franges estretes al llarg dels rius.
A Catalunya la verneda es fa sobretot al voltant dels cursos d'aigua de la muntanya mitjana (fins uns 1300 metres), però també té penetracions importants a la terra baixa, fins a l'Ebre o antigament fins al delta del Besòs, on el topònim de la Verneda les recorda. Al País Valencià la verneda és absent però sí que és troba per tot el nord i l'oest de la Península Ibèrica.
Quan coincideix en un mateix tram de riu amb la salzeda (bosc de salzes), aquesta, més resistent a les avingudes, ocupa la franja immediata al corrent, quedant la verneda com a segona franja.
Amb el vern també s'hi poden trobar d'altres arbres com per exemple el freixe de fulla petita (a la terra baixa) o el freixe de fulla gran (a la muntanya mitjana) o l'avellaner, amb un sotabosc amb arbusts com el saüc o el sanguinyol i herbes com la maduixera i el fenàs boscà.